# Luogosanto
Luogosanto é uma comuna italiana da região da Sardenha, província de Sassari, com cerca de 1.805 (Istat 2003) habitantes. Estende-se por uma área de 135 km², tendo uma densidade populacional de 14 hab/km². Faz fronteira com Aglientu, Arzachena, Luras, Tempio Pausania.

## Demografia
| Variação demográfica do município entre 1861 e 2011                               |
|                                                                                   |
| Fonte: Istituto Nazionale di Statistica (ISTAT) - Elaboração gráfica da Wikipedia |